# Carales cubensis
Carales cubensis är en fjärilsart som beskrevs av Rothschild 1909. Carales cubensis ingår i släktet Carales och familjen björnspinnare. Inga underarter finns listade i Catalogue of Life.